# Kochs postulaten
Kochs postulaten zijn een aantal regels (postulaten) in 1890 opgesteld door de Duitse arts Robert Koch om uit te kunnen maken of een bepaalde ziektekiem de oorzaak van een bepaalde ziekte is. Koch was de eerste arts die ontdekte dat één specifieke ziektekiem te maken had met één specifieke ziekte.
De postulaten zijn:

Postulaten van Koch

1. De ziektekiem moet in ongewoon grote hoeveelheden in de patiënt of plant worden aangetroffen maar niet in het gezonde dier of plant.
2. De ziektekiem moet kunnen worden geïsoleerd en verder gekweekt.
3. Een proefdier of dezelfde soort plant dat met de gekweekte kiem besmet wordt, moet dezelfde ziekte krijgen.
4. De ziektekiem moet uit het proefdier of de proefplant geïsoleerd kunnen worden, en moet gelijk zijn aan de ziektekiem in het lichaam van de patiënt.

Enkele ziekteverwekkers voldoen niet aan deze postulaten, bijvoorbeeld prionen.